# Iglesia de Santa Catalina (Salónica)
La Iglesia de Santa Catalina en griego: Αγία Αικατερίνη es una iglesia  bizantina tardía en la esquina noroeste del Ano Poli, Tesalónica, Grecia. La iglesia data del  período paleologico, pero se desconoce su fecha exacta y su dedicación original. Por su decoración interior, que sobrevive en fragmentos y está fechada en torno a 1315, se ha sugerido que fue la Katholikón del Monasterio del Todopoderoso. Fue convertida en mezquita por Yakup Pasha en el reinado del sultán  otomano Bayezid II (r. 1481-1512) y nombrada en su honor Mezquita Yakup Pasha, en  turco: Yakup Paşa Camii. En 1988, fue incluida entre los Monumentos paleocristianos y bizantinos de Tesalónica en la lista del Patrimonio de la Humanidad de la UNESCO.